# Eurytorna
Eurytorna és un gènere monotípic d'arnes de la família Crambidae. Conté només una espècie, Eurytorna heterodoxa, que es troba a Fiji.